# Chuyến bay 175 của United Airlines
Chuyến bay 175 của United Airlines là một chuyến bay hàng không nội địa từ sân bay quốc tế Logan, ở Boston, Massachusetts, đến sân bay quốc tế Los Angeles, ở Los Angeles, California. Trong sự kiện 11 tháng 9, chiếc máy bay Boeing 767-200 đã bị cướp và điều khiển bởi 5 kẻ không tặc của thành viên khủng bố Al-Qaeda đã cố tình đâm vào tòa tháp Nam của Trung tâm Thương mại Thế giới ở New York, giết chết tất cả 60 người (chưa bao gồm 5 kẻ không tặc) trên chiếc máy bay và gây ra cái chết của 900 người trong tòa tháp Nam ở các tầng trên và dưới vị trí máy bay đâm vào.
Khoảng ba mươi phút sau chuyến bay, những tên không tặc đã xông vào buồng lái và chế ngự phi công và sĩ quan đầu tiên, cho phép thủ lĩnh nhóm không tặc Marwan al-Shehhi, là phi công được đào tạo, nắm quyền điều khiển máy bay. Không giống như Chuyến bay 11 đã tắt transponder, transponder của máy bay này có thể nhìn thấy trên radar của Trung tâm New York và máy bay đi chệch khỏi đường bay được chỉ định trong bốn phút trước khi các kiểm soát viên không lưu nhận thấy những thay đổi này vào lúc 08:51 EDT. Họ đã thực hiện một số nỗ lực không thành công để liên lạc với buồng lái. Một số hành khách và phi hành đoàn đã gọi điện thoại từ máy bay cho các thành viên gia đình và cung cấp thông tin về những kẻ không tặc và thương tích mà hành khách và phi hành đoàn phải chịu.
Chiếc máy bay đã đâm Tòa Tháp Nam của Trung tâm Thương mại Thế giới lúc 09:03:02 (giờ miền Đông (Bắc Mỹ)). Vụ không tặc chuyến bay 175 được phối hợp với chuyến bay 11 của công ty American Airlines, mà đã đâm vào đỉnh Tòa Tháp Bắc 17 phút trước đó. Sự cố của chuyến bay 175 vào Tòa Tháp Nam là tác động duy nhất được thấy trực tiếp trên truyền hình trên toàn thế giới khi nó đang xảy ra. Vụ va chạm và hỏa hoạn sau đó đã khiến Tháp Nam sụp đổ 56 phút sau vụ tai nạn, dẫn đến hàng trăm thương vong khác. Trong nỗ lực phục hồi tại địa điểm Trung tâm Thương mại Thế giới, các công nhân đã phục hồi và xác định được hài cốt từ các nạn nhân của Chuyến bay 175, nhưng nhiều mảnh vỡ cơ thể khác đã không cách nào xác định được nhân thân.

## Bối cảnh
Chuyến bay bị cướp này là một phần của vụ tấn công ngày 11 tháng 9. Nhóm không tặc được tập hợp bởi thủ lĩnh al-Qaeda Osama bin Laden, người cũng cung cấp hỗ trợ tài chính và hậu cần, và được dẫn đầu bởi Khalid Sheikh Mohammed, người đã nghĩ ra âm mưu này. Bin Laden và Mohammed, cùng với những tên không tặc, được tinh thần chống Mỹ. Các cuộc tấn công được tiến hành bởi bin Laden vào cuối năm 1998 hoặc đầu năm 1999. Trung tâm Thương mại Thế giới được chọn là một trong những mục tiêu do nó là biểu tượng nổi bật thể hiện sức mạnh kinh tế của Mỹ.
Đội không tặc trên chuyến bay 175 của United Airlines được Marwan al-Shehhi, đến từ Các Tiểu vương quốc Ả Rập Thống nhất lãnh đạo. Shehhi có được bằng lái phi công thương mại khi đang huấn luyện ở miền nam Florida, cùng với tên không tặc và điều phối viên của chuyến bay 11, Mohamed Atta. Những kẻ không tặc cơ bắp trên chuyến bay 175 bao gồm Fayez Banihammad, từ UAE và ba người A Rập: anh em Hamza al-Ghamdi và Ahmed al-Ghamdi, và Mohand al-Shehri. Vào ngày 13 tháng 8 năm 2001, Marwan al-Shehhi đã mua hai con dao bỏ túi bốn inch từ một cửa hàng Thể thao ở Boynton Beach, Florida, trong khi Banihammad mua một con dao hai mảnh đặt tại Wal-Mart và Hamza al-Ghamdi đã mua một bộ dao đa năng Leatherman Wave.
Đầu tháng 9 năm 2001, nhóm không tặc chuyến bay 175 đã đến Boston từ Florida. [Hamza al-Ghamdi] và [Ahmed al-Ghamdi] đã đến với nhau vào ngày 7 tháng 9 và kiểm tra tại khách sạn Charles ở Cambridge, Massachusetts. Ngày hôm sau, họ chuyển đến Days Inn ở Boston. Fayez Banihammad đã bay từ Florida đến Boston, cùng với Mohand al-Shehri, vào ngày 8 tháng 9, và họ đã đăng ký vào khách sạn Milner ở Boston. Marwan al-Shehhi đến Boston vào ngày 9 tháng 9 và ở tại khách sạn Milner, nơi al-Shehhi ở chung phòng với không tặc chuyến bay số 11 Mohamed Atta.

## Chuyến bay

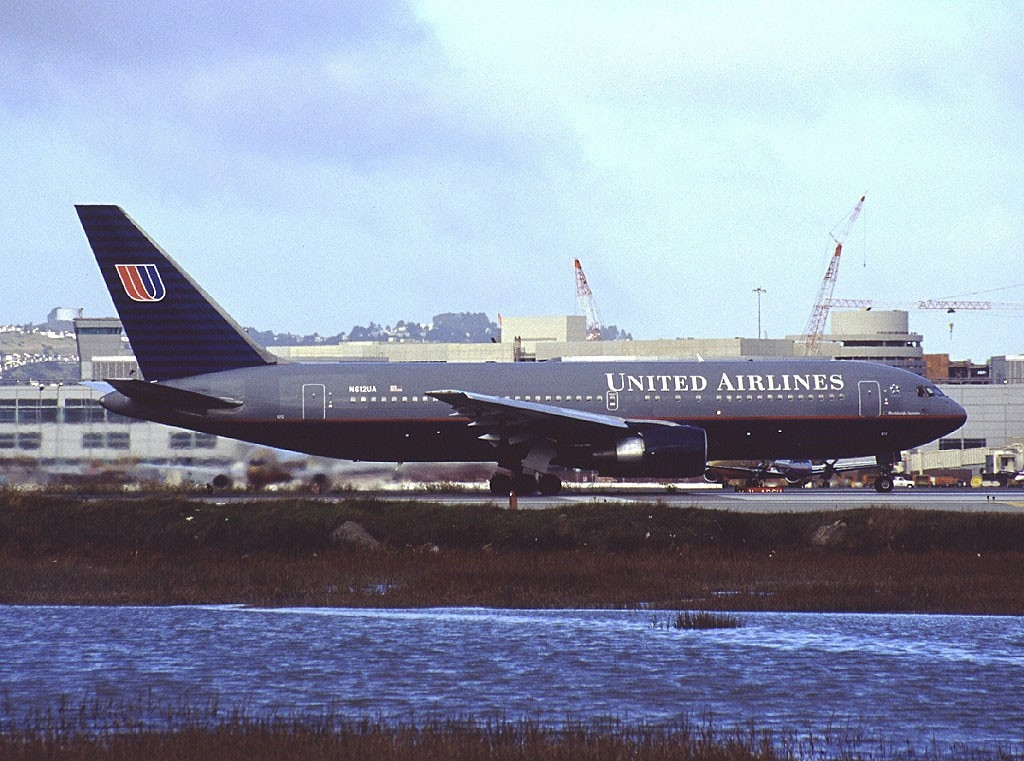
N612UA, chiếc máy bay bị cướp, tại sân bay quốc tế San Francisco năm 1999

Chuyến bay được khai thác với một chiếc Boeing 767-200, số đăng ký N612UA, được chế tạo và giao cho United Airlines vào tháng 2 năm 1983, với sức chứa 168 hành khách (10 hành khách ở hạng nhất, 32 ở hạng thương gia và 126 hành khách ở hạng phổ thông). Vào ngày xảy ra vụ tấn công, chuyến bay chỉ chở 56 hành khách và 9 phi hành đoàn, với hệ số tải 33 phần trăm – thấp hơn nhiều so với hệ số tải trung bình là 49 phần trăm trong ba tháng trước ngày 11 tháng 9.
Chín thành viên phi hành đoàn bao gồm Cơ trưởng Victor Saracini (51 tuổi), Sĩ quan thứ nhất Michael Horrocks (38 tuổi), hoa tiêu Kathryn Laborie, và các tiếp viên hàng không Robert Fangman, Amy Jarret, Amy King, Alfred Marchand, Michael Tarrou, và Alicia Titus.

### Boarding

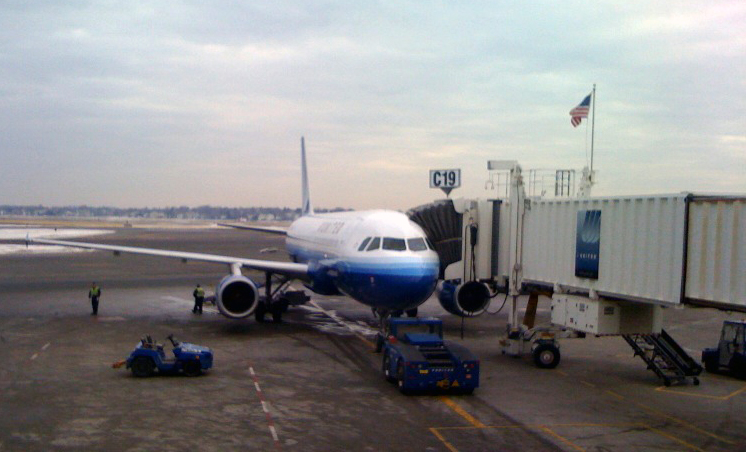
Cổng C19 tại Sân bay Quốc tế Logan của Boston là cổng lên máy bay của United Flight 175 vào ngày 11 tháng 9 năm 2001. Cờ Mỹ đã được thêm vào để tưởng niệm vị trí này.

Hamza al-Ghamdi và Ahmed al-Ghamdi trả phòng khách sạn và gọi taxi đến đến Sân bay Quốc tế Logan ở Boston, Massachusetts. Hai người đến quầy United Airlines ở Nhà ga C lúc 06:20 Giờ Miền Đông và Ahmed al-Ghamdi ký gửi hai túi hành lý. Cả hai kẻ không tặc đều cho biết họ muốn mua vé, mặc dù họ đã có vé giấy, được mua khoảng 2 tuần trước khi vụ tấn công xảy ra. Họ gặp khó khăn khi trả lời các câu hỏi bảo mật tiêu chuẩn, vì vậy nhân viên truy cập phải lặp lại các câu hỏi rất chậm cho đến khi hài lòng với câu trả lời của họ. Phi công không tặc Marwan al-Shehhi ký gửi một chiếc túi lúc 06:45, và những tên không tặc còn lại, Fayez Banihammad và Mohand al-Shehri, kiểm tra lúc 06:53; Banihammad ký gửi hai chiếc túi. Không ai trong số những kẻ không tặc Chuyến bay 175 được chọn để kiểm tra kỹ lưỡng hơn bởi Hệ thống sàng lọc hành khách có sự hỗ trợ của máy tính (CAPPS).

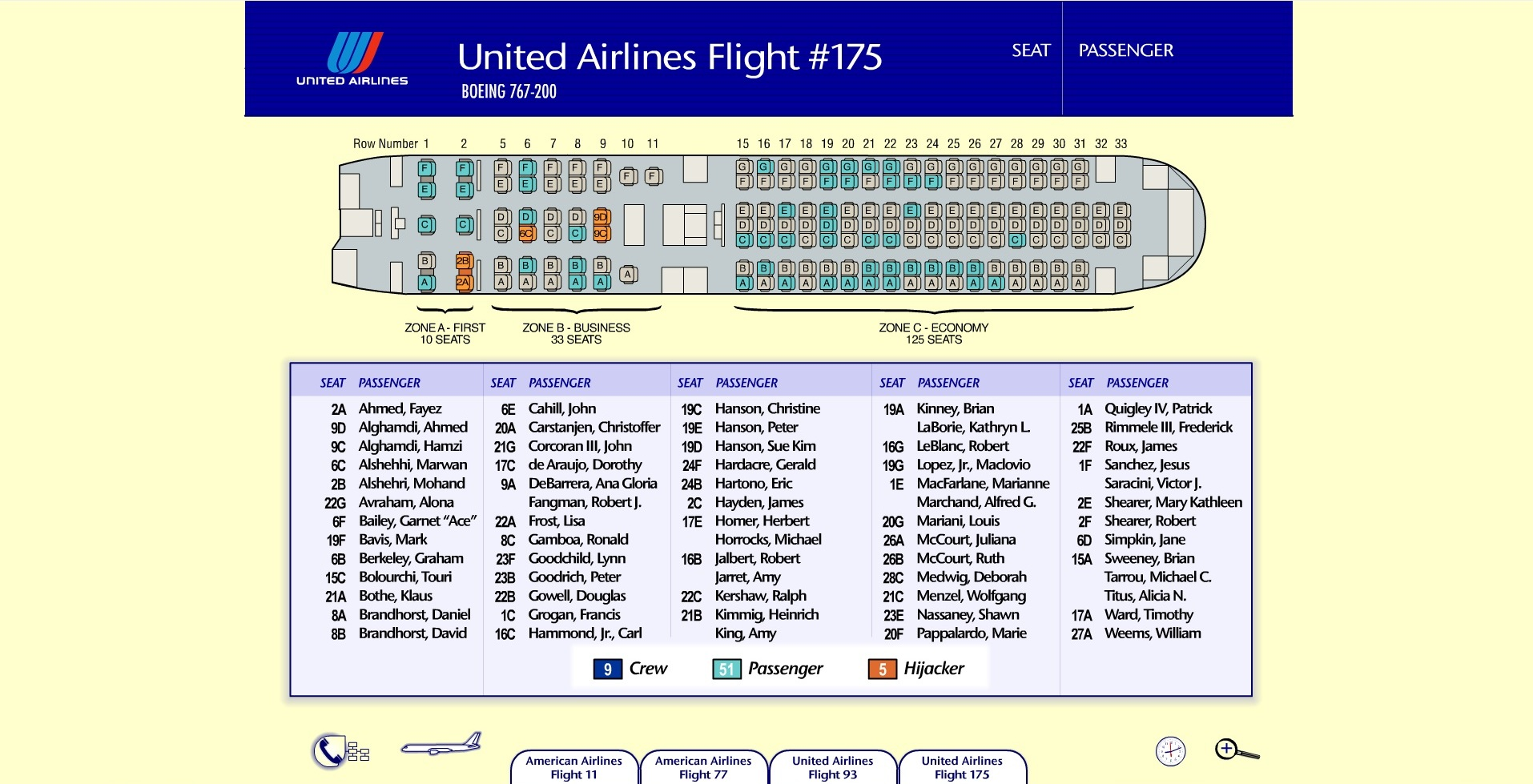
Sơ đồ chỗ ngồi của UA175

Shehhi và những tên không tặc khác đã lên chuyến bay 175 từ 07:23 đến 07:28. Banihammad lên trước và ngồi ở ghế hạng nhất 2A, trong khi Mohand al-Shehri ngồi ghế 2B. Lúc 07:27, Shehhi và Ahmed al-Ghamdi lần lượt lên và ngồi ở các ghế hạng thương gia 6C và 9D. Một phút sau, Hamza al-Ghamdi lên và ngồi ở ghế 9C.
Chuyến bay dự kiến khởi hành lúc 08:00 đến Los Angeles. 51 hành khách và 5 tên không tặc đã lên chiếc 767 qua Cổng 19 của Nhà ga C. Máy bay lùi lại lúc 07:58 và cất cánh lúc 08:14 từ Đường băng số 9, cùng giờ Chuyến bay 11 bị không tặc chiếm quyền. Đến 08:33, máy bay đạt độ cao bay 31.000 feet, đây là thời điểm mà dịch vụ của tiếp viên thường bắt đầu. Lúc 08:37, kiểm soát viên không lưu hỏi các phi công của Chuyến bay 175 liệu họ có thể nhìn thấy Chuyến bay 11 của American Airlines hay không. Phi hành đoàn đã trả lời rằng Chuyến bay 11 ở độ cao 29.000 feet và người điều khiển đã hướng dẫn Chuyến bay175 quay đầu và tránh máy bay chuyến 11. Các phi công tuyên bố rằng họ đã nghe thấy một đoạn thu âm đáng ngờ từ Chuyến bay 11 khi cất cánh. "Nghe có vẻ như ai đó đã bấm micrô và nói 'Mọi người, hãy ngồi vào chỗ của mình'", phi hành đoàn báo cáo. Đây là thông tin cuối cùng từ Chuyến bay 175.

### Cướp máy bay
Chuyến bay 175 đã bị tấn công trong khoảng thời gian từ 08:42 đến 08:46, trong khi Chuyến bay 11 chỉ còn phút nữa là đâm vào Tháp Bắc. Người ta tin rằng không tặc Banihammad và al-Shehri đã cưỡng bức xông vào buồng lái và tấn công các phi công trong khi al-Ghamdis dồn hành khách và phi hành đoàn vào phía sau cabin và Shehhi chiếm quyền điều khiển. Dao đã được sử dụng để đâm phi hành đoàn và giết chết cả hai phi công. Một hành khách cũng cho biết trong một cuộc gọi điện thoại, những kẻ không tặc đã sử dụng rìu và đe dọa đánh bom. Bằng chứng đầu tiên cho thấy có điều gì đó bất thường trên chuyến bay 175 đến lúc 08:47, khi tín hiệu transponder của máy bay thay đổi hai lần trong khoảng thời gian một phút và máy bay bắt đầu đi chệch hướng đã định. Tuy nhiên, kiểm soát viên không lưu phụ trách chuyến bay đã không thông báo cho đến vài phút sau đó vào lúc 08:51. Không giống như chuyến bay 11 đã tắt transponder của nó, dữ liệu chuyến bay của chuyến bay 175 vẫn có thể được theo dõi chính xác. Ngoài ra, lúc 08:51, Chuyến bay 175 đã thay đổi độ cao. Trong ba phút tiếp theo, tháp điều khiển đã cố gắng liên lạc 5 lần với phi hành đoàn không thành công và đã di chuyển các máy bay khác trong vùng lân cận tránh xa khỏi máy bay 175.

### Suýt va chạm với các máy bay khác
Vào khoảng thời gian này, chuyến bay này gần như đã có một vụ va chạm giữa không trung với Chuyến bay của Delta Air Lines 2315 bay từ Hartford đến Tampa, được báo cáo chỉ cách chiếc máy bay mất tích có 300 foot (90 m). Kiểm soát viên không lưu Dave Bottiglia là người đầu tiên trong trung tâm kiểm soát nhận ra Chuyến bay 175 đã bị tấn công. Khi anh chỉ đạo Chuyến bay 175 quay đầu, buồng lái không phản hồi; thay vào đó, máy bay tiếp tục tăng tốc và hướng về phía máy bay Delta. Sau đó, anh ta khuyên máy bay Delta nên tránh gấp, nói thêm "Chúng tôi có một chiếc máy bay mà chúng tôi không biết nó đang làm gì. Hãy thực hiện bất kỳ hành động nào." Khoảnh khắc trước chuyến bay 175 lao vào tòa Tháp đôi, nó tránh được một vụ va chạm gần khác với Chuyến bay Tốc hành Trung Tây 7, đang bay từ Milwaukee đến New York.
Lúc 08:55, một giám sát viên tại Trung tâm Kiểm soát Không lưu New York đã thông báo cho người quản lý hoạt động của trung tâm về Chuyến bay 175 bị không tặc. Bottiglia – người đã xử lý cả hai Chuyến bay 11 và chuyến bay 175 – nhận xét, "Chúng ta có thể có một vụ không tặc ở đây, có hai chiếc." Lúc 08:58, Chuyến bay 175 đã bay qua New Jersey ở độ cao 28.500 feet, hướng tới Thành phố New York. Trong năm phút kể từ khoảng 08:58 khi Shehhi hoàn thành chặng cuối cùng về hướng Thành phố New York cho đến thời điểm va chạm, máy bay ở trạng thái bổ sung tốc độ liên tục, và giảm độ cao hơn 24.000 feet trong 5 phút 4 giây, với tốc độ hạ xuống trung bình trên 5.000 feet mỗi phút. Bottiglia báo cáo rằng ông và các đồng nghiệp của mình "đang đếm ngược độ cao, và chúng đang giảm dần, ngay lúc đâm vào tòa nhà, với tốc độ 10.000 feet/phút. Điều đó hoàn toàn chưa từng có đối với một máy bay phản lực thương mại. "

### Các cuộc gọi
Tiếp viên hàng không Robert Fangman và hành khách Peter Hanson và Brian David Sweeney làm cuộc gọi điện thoại từ GTE airphones ở phía sau của máy bay. Hồ sơ điện thoại cũng cho thấy Garnet Bailey đã 4 lần cố gắng gọi điện cho vợ.
Lúc 08:52, một nam tiếp viên hàng không - có khả năng là Fangman - đã gọi đến văn phòng bảo dưỡng của United Airlines ở San Francisco và nói chuyện với Marc Policastro. Fangman báo cáo vụ không tặc và nói rằng những kẻ không tặc có khả năng đang lái máy bay. Ông cũng cho biết cả hai phi công đều đã chết và một tiếp viên hàng không đã bị đâm gục. Sau một phút 15 giây, cuộc gọi của Fangman bị ngắt kết nối. Policastro sau đó đã cố gắng liên lạc với buồng lái của máy bay bằng hệ thống nhắn tin Hệ thống báo cáo và địa chỉ liên lạc trên máy bay (ACARS). Anh ta viết, "Tôi nghe nói về một sự cố được báo cáo trên chiếc [máy bay] của bạn. Xin vui lòng xác minh tất cả là bình thường. " Policastro đã không nhận được hồi âm.
Brian David Sweeney đã cố gắng gọi cho vợ mình, Julie, lúc 08:59, nhưng cuối cùng lại để lại một tin nhắn, nói rằng máy bay đã bị cướp. Sau đó, anh gọi cho bố mẹ lúc 09:00 và nói chuyện với mẹ của mình, Louise. Sweeney nói với mẹ về vụ không tặc và nói rằng hành khách đang cân nhắc việc xông vào buồng lái và giành quyền kiểm soát máy bay. Sweeney nói rằng anh nghĩ những tên không tặc có thể quay lại, vì vậy anh ấy có thể phải dập máy nhanh chóng. Sau đó, anh chào tạm biệt mẹ mình và nhanh chóng dập máy.
Vào lúc 08:52, Peter Hanson gọi cho cha mình, Lee Hanson, ở Easton, Connecticut, kể cho ông ta về vụ không tặc. Hanson đang đi du lịch cùng vợ, Sue và con gái hai tuổi của họ, Christine - nạn nhân nhỏ tuổi nhất của vụ tấn công ngày 11 tháng 9. Ban đầu gia đình này ngồi ở Hàng 19, ở các ghế C, D và E; tuy nhiên, Peter đã gọi cho cha mình từ ghế 30E. Hanson thầm thì cho cha mình biết những kẻ không tặc đã chỉ huy buồng lái, một tiếp viên hàng không đã bị đâm và có thể một người khác ở phía trước máy bay đã bị giết. Ông cũng cho biết máy bay đang bay khá thất thường. Hanson yêu cầu cha mình liên hệ với United Airlines, nhưng ông Lee không thể gọi được và thay vào đó, Lee đã gọi cảnh sát.
Peter Hanson đã gọi điện lần thứ hai cho cha mình lúc 09:00:
Tình hình đang trở nên tồi tệ, bố ạ. Một tiếp viên đã bị đâm. Họ dường như có dao và rìu. Họ nói rằng họ có một quả bom. Mọi việc đang trở nên rất tồi tệ trên máy bay. Hành khách đang nôn mửa và phát ốm. Máy bay đang bay giật cục. Con không nghĩ là phi công đang lái máy bay. Con nghĩ rằng chúng con đang lao xuống. Con nghĩ họ định đến Chicago hoặc một nơi nào đó và đâm vào một tòa nhà. Bố đừng lo lắng nhé. Nếu chuyện đó xảy ra, nó sẽ rất nhanh... Ôi Chúa ơi... ôi Chúa ơi, ôi Chúa ơi.
Khi cuộc gọi đột ngột kết thúc, cha của Hanson nghe thấy tiếng một người phụ nữ hét lên.

### Va chạm

Sơ đồ vị trí va chạm của cả hai máy bay

Sơ đồ cho thấy các mảnh vỡ từ cả hai máy bay rơi xa như thế nào sau cú va chạm

Khi máy bay đến gần thành phố New York, Shehhi có lẽ đã nhìn thấy lửa và khói bốc ra từ Tháp Bắc ở phía xa. Chiếc máy bay đã rẽ trái trong những giây phút cuối cùng, vì có vẻ như chiếc máy bay có thể đã bay trượt khỏi tòa nhà hoặc chỉ đơn thuần là sứt mẻ cánh của nó nếu bay thẳng. Do đó, những người ở phía bên trái của máy bay cũng có thể nhìn rõ các tòa tháp đang lại gần, với một ngọn tháp đang bốc cháy. Lúc 09:01, hai phút trước khi va chạm Chuyến bay 175 tiếp tục lao xuống Lower Manhattan, Trung tâm New York đã cảnh báo một Cơ sở Không lưu khác gần đó chịu trách nhiệm về máy bay bay thấp. Đài không lưu này có thể đã theo dõi đường đi của máy bay này bay qua New Jersey, rồi qua Đảo Staten và Vịnh Thượng New York cho đến khi đâm vào tòa Tháp.

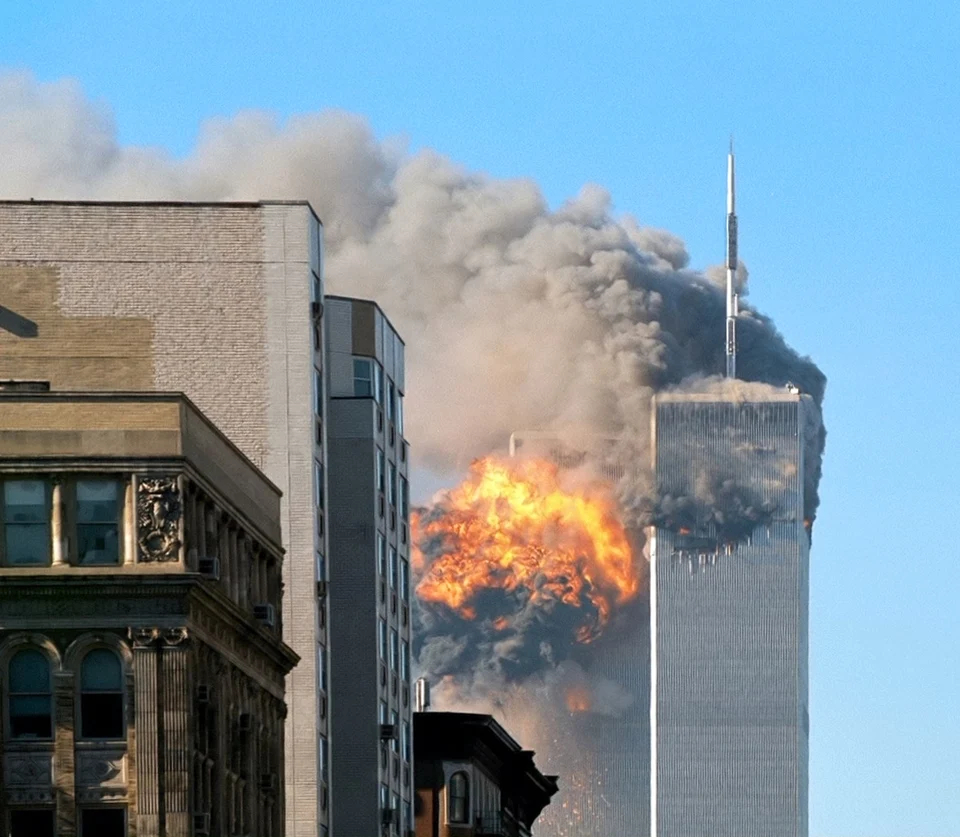
Chuyến bay 175 phát nổ sau khi đâm vào Tháp Nam.

Lúc 09:03,  Chuyến bay 175 lao mũi của nó vào mặt tiền phía nam của Tháp Nam của Trung tâm Thương mại Thế giới với tốc độ hơn 500 dặm Anh trên giờ (800 km/h; 220 m/s; 430 kn),  đâm qua các tầng 77 và 85 với khoảng 9.100 galông Mỹ (34.000 L; 7.600 gal Anh) nhiên liệu phản lực còn lại trên máy bay. Người trẻ nhất trên chuyến bay 175 là Christine Hanson, hai tuổi rưỡi, và người lớn tuổi nhất là Dorothy DeAraujo 82 tuổi ở Long Beach, California.

Góc nhìn vụ nổ từ hướng Đông Bắc

Vào thời điểm Chuyến bay 175 tấn công Tháp Nam, nhiều tổ chức truyền thông đã đưa tin về vụ đâm của Chuyến bay 11 vào Tháp Bắc 17 phút trước đó. Hình ảnh đâm vào Tháp Nam của Chuyến bay 175 do đó đã được ghi lại trên video từ nhiều điểm thuận lợi trên truyền hình trực tiếp và video nghiệp dư, trong khi khoảng một trăm camera đã quay được video Chuyến bay 175 trước khi nó đâm vào Tháp Nam. Đoạn video về vụ tai nạn đã được phát lại nhiều lần trong các chương trình phát sóng tin tức vào ngày xảy ra vụ tấn công và trong những ngày tiếp theo, trước khi các mạng tin tức lớn đưa ra hạn chế sử dụng đoạn phim này.
Sau khi máy bay đâm xuyên qua tháp, một phần của bộ phận hạ cánh và thân máy bay văng ra phía bắc của tháp và đâm xuyên qua mái nhà và hai trong số các tầng của 45–47 Park Place, giữa West Broadway và Church Street, 600 feet. (180 mét) về phía bắc của Trung tâm Thương mại Thế giới cũ. Ba dầm sàn của tầng cao nhất của tòa nhà bị phá hủy, gây hư hỏng kết cấu lớn.
Ed Ballinger, nhân viên điều phối chuyến bay của United, đã gửi một tin nhắn ACARS tới máy bay United 175 lúc 9:03, ngay sau khi nó gặp sự cố với nội dung "Chuyến bay thế nào. Sẽ gửi tới bạn bất kỳ hỗ trợ nào."

## Sụp đổ

Tháp Nam đang sụp đổ

Không giống như ở Tháp Bắc, ban đầu, một trong ba cầu thang (A) vẫn còn nguyên vẹn sau Chuyến bay 175 đâm vào Tháp Nam. Điều này là do máy bay này đâm vào tháp Nam ở vị trí lệch khỏi trung tâm chứ không phải đâm trực diện vào chính giữa như Chuyến bay 11 đã đâm vào Tháp Bắc. Chỉ có 18 người vượt qua vùng va chạm qua cầu thang có sẵn và rời Tháp Nam an toàn trước khi nó sụp đổ. Chỉ một người trên tầng 81 sống sót - Stanley Praimnath, người có văn phòng bị cánh máy bay xẻ đôi. Praimnath đã chứng kiến Chuyến bay 175 đang tiến về phía mình. Một trong những chiếc cánh máy bay đã xuyên qua văn phòng của anh và quấn chặt vào một ô cửa cách anh ta khoảng 20 feet. Trong khi đó không một ai ở các tầng ở trên điểm va chạm ở Tháp Bắc có thể thoát ra.
Một số người ở trên khu vực va chạm đã đi lên phía trên mái nhà với hy vọng được trực thăng giải cứu. Tuy nhiên, cửa lên mái nhà đã bị khóa. Trong mọi trường hợp, khói lửa dày đặc và sức nóng dữ dội đã ngăn cản trực thăng cứu hộ hạ cánh.
Tháp Nam sụp đổ lúc 09:59, sau khi cháy trong 56 phút.